# Viv Anderson
Vivian Alexander "Viv" Anderson MBE (Nottingham, 29 de julho de 1956), é um ex-futebolista profissional inglês que atuava como lateral-direito. Ele jogou por vários clubes nos anos 1970 e 1980, incluindo Nottingham Forest, Arsenal e Manchester United.
Ele também é conhecido por ser o primeiro jogador de futebol negro a representar a Seleção Inglesa em uma partida internacional, em 1978.

## Carreira

### Nottingham Forest
Anderson passou um ano nas divisões de base do Manchester United antes de ser liberado. Ele retornou a Nottingham e trabalhou por três semanas como "um menino de chá, na verdade, eu pegava o chá e pegava os sanduíches na hora do almoço", como ele mesmo descreveu.
Anderson ingressou no Nottingham Forest em 1974 e tornou-se regular após a chegada de Brian Clough como técnico do clube de East Midlands em janeiro de 1975. Ele fez parte do time que ganhou a promoção para a Primeira Divisão em 1977, conquistando o título, juntamente com a Taça da Liga, um ano depois.
Anderson foi um dos primeiros jogadores negros a representar os melhores clubes ingleses na época e sofreu regularmente abusos racistas de torcedores de times rivais. Ele foi regularmente bombardeado com bananas e alvo de cânticos racistas.
Quando Anderson recebeu a convocação para a Seleção Inglesa em 1978, o técnico Ron Greenwood insistiu que não havia nenhum problema político em jogo, apesar do crescente número de jovens astros negros, nascidos e criados na Inglaterra. Não havia dúvida de que Anderson estava jogando excepcionalmente bem e conseguiu sua convocação inteiramente por mérito. Ele era um defensor muito admirado e também era rápido no ataque e ocasionalmente marcava gols vitais. A defesa por sua convocação foi reforçada fornecida quando Anderson fez parte da equipe do Forest que conquistou o bi-campeonato da Copa da Liga e conquistou a Liga dos Campeões em 1979 com a vitória sobre o Malmö.
Anderson continuou a impressionar no Forest durante este período e conquistou a sua segunda Liga dos Campeões com a vitória sobre o Hamburgo em Madrid. Forest chegou à terceira final consecutiva da Copa da Liga naquele ano, mas perdeu para o Wolverhampton Wanderers.
Anderson foi chamado por Greenwood para jogar a Eurocopa de 1980, jogando no último jogo da fase de grupo contra a Espanha como substituto de Phil Neal. A Inglaterra venceu por 2 a 1, mas não avançou na competição.
Com o Forest começando a cair em desgraça (a conquista da Liga dos Campeões de 1980 foi o último troféu em nove anos), a carreira de Anderson na Seleção Inglesa parecia estar perdendo força. Ele não foi convocado pelo técnico Bobby Robson até 1984.

### Arsenal
Em 1984, ele reviveu sua carreira com uma mudança para o Arsenal por £250.000. Em 1987, ele ganhou títulos com clubes pela primeira vez em sete anos, quando o Arsenal derrotou o Liverpool por 2 a 1 na final da Copa da Liga.

### Manchester United
No mesmo ano, ele se tornou o primeiro contratado de Alex Ferguson desde que assumiu o cargo de treinador do Manchester United. Os torcedores do Arsenal lamentaram o acordo, já que o técnico George Graham não tinha substituto, passando a maior parte da temporada seguinte com o inexperiente Michael Thomas. Anderson foi finalmente substituído em Highbury quando Lee Dixon chegou.
Na temporada 1986-87, Ferguson havia liderado o United do 21º ao 11º na Primeira Divisão nos últimos seis meses da campanha. Anderson desempenhou o seu papel na melhoria contínua do United em 1987-88, quando terminou em segundo no campeonato. Anderson permaneceu na equipe titular em 1988-89, mas o United teve um início lento na temporada e apesar de uma recuperação no ano que os levou ao terceiro lugar em meados de fevereiro, um final sombrio a temporada os arrastou para o 11º lugar.
Apesar de terminar em 13º no campeonato em 1989-90, o United venceu a FA Cup - mas Anderson não estava na equipe para a final. Ele jogou 21 jogos em todas as competições naquela temporada, mas Alex Ferguson escolheu Paul Ince - normalmente um meio-campista central - como seu lateral direito para o primeiro jogo (um empate 3-3 com o Crystal Palace) e também o replay cinco dias depois, que terminou em 1 a 0.
As esperanças de Anderson de conquistar seu lugar na temporada 1990-91 foram esmagadas quando Ferguson pagou £625.000,00 ao Oldham Athletic por Denis Irwin, que rapidamente se firmou como o lateral-direito titular. Ele jogou apenas mais três jogos pelo clube.

### Sheffield Wednesday
Anderson foi para o Sheffield Wednesday em uma transferência gratuita em janeiro de 1991, ajudando-os na promoção da Segunda Divisão, apesar de ter perdido a final da Copa da Liga para o Manchester United. Apesar de originalmente ter sido pensado como uma contratação de curto prazo, Anderson se estabeleceu como titular e capitaneou o time em várias ocasiões.
Ele desempenhou um papel ativo na equipe que terminou em terceiro lugar na primeira divisão de 1991-92 e sétimo na primeira temporada da Premier League. Ele também ajudou a chegar à final da FA Cup e da Taça da Liga em 1993, mas eles acabaram perdendo para o Arsenal nas duas finais.

### Barnsley
A maneira de Anderson em campo fez dele uma escolha óbvia para se tornar treinador e em junho de 1993 ele deixou Hillsborough para ser nomeado jogador-treinador do Barnsley. No entanto, sua primeira temporada em Oakwell foi uma decepção, pois Barnsley evitou por pouco o rebaixamento para a segunda divisão.

### Middlesbrough
No final da temporada 1993-94, Anderson deixou o Barnsley após apenas um ano para se tornar auxilar técnico do Middlesbrough. Apesar de se aposentar como jogador em 1994, Anderson ainda estava oficialmente registrado como jogador e, após uma crise de lesões no Middlesbrough, disputou duas partidas pelo clube em 1994-95.
Anderson ajudou o técnico Bryan Robson a montar um time que chegou a ambas as finais da copa doméstica (ambas perdidas) em 1996-97, apesar de ter sido rebaixado devido a uma dedução de três pontos por adiar um jogo em função de não ter jogadores disponíveis. No entanto, o Boro ganhou a promoção na primeira tentativa e foi vice-campeão da Copa da Liga mais uma vez.
Robson e Anderson finalmente deixaram o Middlesbrough em junho de 2001, quando Terry Venables foi contratado pelo clube, que enfrentava o rebaixamento. Apesar de nunca ter conseguido nada acima do nono lugar, a dupla conseguiu estabelecer o Boro na Premier League.

### Seleção Inglesa
Anderson jogou pela Seleção Inglesa nas seguintes competições: Eurocopa de 1980, Copa do Mundo de 1982, Copa do Mundo de 1986 e Eurocopa de 1988. Apesar disso, ele foi reserva em todas essas competições e não jogou nenhum jogo.

## Pós-Aposentadoria
Anderson não trabalha no futebol desde que deixou o cargo de auxiliar técnico no Middlesbrough.
Em 1997, Anderson foi votado pelos fãs do Nottingham Forest para o maior time de todos os tempos, ganhando 96% dos votos.
Ele foi premiado com um MBE em janeiro de 2000. Anderson foi introduzido no Hall da Fama do Futebol Inglês em 2004, em reconhecimento ao seu impacto na liga inglesa. Ele continua sendo um grande defensor do Museu Nacional do Futebol e participa regularmente de eventos especiais no museu.
Em 2005, Anderson dirigiu uma agência de viagens esportivas e também trabalhou como embaixador da boa vontade da Associação de Futebol. Anderson aparece como um convidado ocasional na MUTV - estação de TV oficial do Manchester United.
O Museu de História do Povo em Manchester tem uma das camisas de Viv Anderson em exposição nas principais galerias. A camisa foi usada em sua partida de estreia contra a Tchecoslováquia em 1978.
Ele também se apresentou como ele mesmo em um episódio da série do CBBC, "The Dumping Ground".

## Títulos
Nottingham Forest
- Primeira Divisão (1): 1977–78
- Copa da Liga (1): 1977–78
- Supercopa da Inglaterra (1): 1978
- Liga dos Campeões (2): 1978–79, 1979–80
- Supercopa da UEFA (1): 1979

Arsenal
- Copa da Liga (1): 1986–87

Manchester United
- Supercopa da Inglaterra (1): 1990